# Roman Novotný
Roman Novotný, född den 5 januari 1986, är en tjeckisk friidrottare som tävlar i längdhopp.
Novotný var som junior framgångsrik och slutade sjua vid VM för ungdomar 2003. Som senior var hans första mästerskapsfinal finalen vid Olympiska sommarspelen 2008 där han slutade åtta efter ett hopp på 8,00 meter.
Han deltog vid inomhus-EM 2009 där han inte tog sig vidare till finalomgången.

## Personliga rekord
- Längdhopp - 8,21 meter